# Kisela Voda
Kisela Voda (en macédonien : Кисела Вода) est une des dix communes spéciales qui constituent la ville de Skopje, capitale de la Macédoine du Nord. Elle comptait 61 965 habitants en 2021 et fait 46,86 km2. Son nom signifie « eau gazeuse ».
La commune de Kisela Voda se trouve au sud de l'agglomération de Skopje, au pied du mont Vodno. Tout comme la commune d'Aerodrom, située plus au nord, elle commence aux abords du centre de Skopje puis, s'étendant vers l'est sur une mince bande de terre, elle s'avance dans la banlieue puis, à son extrémité orientale, elle est couverte de terres arables. Elle est principalement constituée de quartiers résidentiels avec des maisons individuelles.
Limitée par le relief et éloignée des grands axes routiers, elle se trouve toutefois sur l'une des plus grandes voies ferrées de Macédoine. Elle compte quelques industries, comme une usine de traitement du tabac, une usine de pesticides et une cimenterie. La commune est également le siège du club de football FK Cementarnica.
Kisela Voda est entourée par Karpoš au nord-ouest, Centar au nord, Aerodrom au nord-est, Studeničani au sud et Sopište à l'ouest.
L'ouest de la commune, c'est-à-dire sa moitié faisant partie de l'agglomération de Skopje, forme principalement le quartier de Kisela Voda, où se trouve le siège communal. Plus à l'est se trouvent deux villages, Dračevo et Usje.

## Administration
La commune est administrée par un conseil élu au suffrage universel tous les quatre ans. Ce conseil adopte les plans d'urbanisme, accorde les permis de construire, il planifie le développement économique local, protège l'environnement, prend des initiatives culturelles et supervise l'enseignement primaire. Le conseil compte 23 membres. Le pouvoir exécutif est détenu par le maire, lui aussi élu au suffrage universel. Depuis 2000, le maire de Kisela Voda est Marjan Gorcev, né en 1956.
À la suite des élections locales de 2009, le Conseil de Kisela Voda était composé de la manière suivante :
| Parti                                                               | Sièges |
| ------------------------------------------------------------------- | ------ |
| Union sociale-démocrate de Macédoine (SDSM)                         | 8      |
| Parti démocratique pour l'Unité nationale macédonienne (VMRO-DPMNE) | 8      |
| VMRO (Parti national)                                               | 2      |
| Parti libéral démocrate (LDP)                                       | 1      |
| DOM                                                                 | 1      |
| DS                                                                  | 1      |
| Parti des Valaques                                                  | 1      |
| TMRO-VEP                                                            | 1      |

## Démographie
Lors du recensement de 2002, la commune comptait :
- Macédoniens : 52 478
- Serbes : 1 426
- Roms :  716
- Valaques : 647
- Turcs : 460
- Bosniaques : 425
- Albanais : 250
- Autres : 834